# Фтінозух
Фтінозух (Phthinosuchus discors) — вид терапсид родини Phthinosuchidae підряду диноцефалів (Dinocephalia), що мешкав у пермському періоді. Скам'янілості знайдені поблизу міста Очер у Пермському краї в Росії. Череп завдовжки 20 см, загальна довжина тіла становила 1,5 м.